# 劉汝康
劉汝康（？—1618年），字濟甫，號静臺，山東兖州府曹州人，民籍，明朝政治人物。

## 生平
萬曆四年（1576年）丙子科山東鄉試第二十一名，萬曆十一年（1583年）癸未科會試第二百七十四名，登三甲第一百九十九名進士。刑部觀政，十二年任河南汝阳县知县，有惠政，建有去思亭。十七年十月选授四川道試御史，二十年調簡，二十一年降調隆平知縣，二十三年升任户部主事，本年天津管倉，二十四年寧武管粮，二十六年升员外郎，本年升山西按察司佥事，二十九年升雁平兵备道副使，三十二年加升山西按察使，三十四年加升右布政使兼副使，三十四年十二月考察以浮躁調用。三十八年補任河南右布政使，四十年調本省右布政使，十一月升浙江左布政使，四十三年六月升南京太仆寺卿，四十五年四月以拾遗调外任，四十六年闰四月卒。

## 家族
曾祖劉海；祖父劉鉞；父劉尚德，府照磨，封知縣。前母周氏；母李氏；繼母李氏。